# Lukas Feurstein
Lukas Feurstein (ur. 18 maja 2001 w Mellau) – austriacki narciarz alpejski, dwukrotny medalista mistrzostw świata juniorów.

## Kariera
Po raz pierwszy na arenie międzynarodowej pojawił się 27 listopada 2017 roku w Kitzbühel, gdzie w zawodach FIS w slalomie zajął 42. miejsce. W 2019 roku zdobył brązowy medal w slalomie na olimpijskim festiwalu młodzieży Europy w Sarajewie. Na rozgrywanych dwa lata później mistrzostwach świata juniorów w Bansku zdobył złoty medal w gigancie i srebrny w supergigancie.
W zawodach Pucharu Świata zadebiutował 20 marca 2021 roku w Lenzerheide, gdzie zajął 19. miejsce w gigancie (punktów jednak nie zdobył, bowiem zawody w Lenzerheide były ostatnimi w sezonie 2020/2021 - punktowało tylko 15 najlepszych zawodników). Pierwsze pucharowe punkty zdobył 29 grudnia 2022 roku w Bormio, zajmując 27. miejsce w supergigancie. Na podium zawodów tego cyklu pierwszy raz stanął 7 grudnia 2024 roku w Beaver Creek, kończąc supergiganta na trzeciej pozycji. W zawodach tych wyprzedzili go jedynie Marco Odermatt ze Szwajcarii i Francuz Cyprien Sarrazin.
Wystartowała na mistrzostwach świata w Saalbach w 2025 roku, gdzie zajął jedenaste miejsce w supergigancie.

## Osiągnięcia

### Mistrzostwa świata
| Miejsce | Dzień    | Rok  | Miejscowość | Konkurencja | Czas biegu | Strata | Zwycięzca      |
| ------- | -------- | ---- | ----------- | ----------- | ---------- | ------ | -------------- |
| 11.     | 7 lutego | 2025 | Saalbach    | Supergigant | 1:24,57    | +2,02  | Marco Odermatt |

### Mistrzostwa świata juniorów
| Miejsce | Dzień     | Rok  | Miejscowość  | Konkurencja     | Czas biegu | Strata | Zwycięzca             |
| ------- | --------- | ---- | ------------ | --------------- | ---------- | ------ | --------------------- |
| DNS1    | 23 lutego | 2019 | Val di Fassa | Superkombinacja | 2:04,03    | -      | Tobias Hedström       |
| 16.     | 25 lutego | 2019 | Val di Fassa | Gigant          | 1:57,96    | +2,29  | River Radamus         |
| 6.      | 8 marca   | 2020 | Narwik       | Supergigant     | 1:06,47    | +0,88  | Stefan Rieser         |
| 2.      | 3 marca   | 2021 | Bansko       | Supergigant     | 49,70      | +0,04  | Giovanni Franzoni     |
| 1.      | 4 marca   | 2021 | Bansko       | Gigant          | 1:45,33    | –      | –                     |
| 6.      | 5 marca   | 2021 | Bansko       | Slalom          | 1:40,36    | +1,52  | Benjamin Ritchie      |
| 11.     | 4 marca   | 2022 | Panorama     | Zjazd           | 1:25,56    | +2,16  | Giovanni Franzoni     |
| 19.     | 4 marca   | 2022 | Panorama     | Supergigant     | 1:06,57    | +1,84  | Isaiah Nelson         |
| DNF2    | 6 marca   | 2022 | Panorama     | Kombinacja      | 2:02,88    | –      | Giovanni Franzoni     |
| 6.      | 8 marca   | 2022 | Panorama     | Gigant          | 2:39,24    | +1,28  | Alexander Steen Olsen |
| 11.     | 9 marca   | 2022 | Panorama     | Slalom          | 1:33,11    | +2,50  | Alexander Steen Olsen |

### Puchar Świata

#### Miejsca w klasyfikacji generalnej
- sezon 2022/2023: 100.
- sezon 2023/2024: 70.
- sezon 2024/2025: 34.

#### Miejsca na podium w zawodach
1. Beaver Creek – 7 grudnia 2024 (supergigant) – 3. miejsce
2. Sun Valley – 23 marca 2025 (supergigant) – 1. miejsce